# فالا ندويي
فالا ندويي (بالفرنسية: Falla N'Doye)‏ (مواليد 4 مارس 1960) حكم كرة قدم سنغالي . أدار مباراة واحدة في بطولة كأس العالم لكرة القدم 2002 في كوريا الجنوبية و اليابان .

## روابط خارجية
- فالا ندويي على موقع Soccerway.com (الإنجليزية)
- فالا ندويي على موقع أوليمبيديا (الإنجليزية)